# Sadat Bukari
Sadat Bukari (Bawku, Ghana, 12 de abril de 1989) es un futbolista ghanés. Juega de delantero y su equipo actual es el Aris de Limassol de la Primera División de Chipre.

## Clubes
| Club               | País           | Año           | PJ | Goles |
| ------------------ | -------------- | ------------- | -- | ----- |
| Étoile du Sahel    | Túnez          | 2008 - 2010   | ?  | 17    |
| Maccabi Haifa F.C. | Israel         | 2010          | 11 | 0     |
| US Monastir        | Túnez          | 2011-2012     | 11 | 2     |
| FC Astra Giurgiu   | Rumania        | 2012-2015     | 46 | 14    |
| Al-Shoalah         | Arabia Saudita | 2015          | 10 | 3     |
| Aris de Limassol   | Chipre         | 2016-presente | 1  | 0     |